# 张富汉
张富汉（1957年—），男，汉族，陕西户县人，中华人民共和国企业家，陕西华商传媒集团有限公司董事长，《华商报》创始人，中国共产党党员，第十二届全国人民代表大会陕西地区代表。

## 生平
2013年，担任全国人大代表。